# Spotswood (Nouvelle-Zélande)

Spotswood est une banlieue de la ville de New Plymouth dans la région de Taranaki, située dans l’Île du Nord de la Nouvelle-Zélande.

## Situation
C’est une petite ville localisée dans l’ouest par rapport au centre de la ville .

## Population
Sa population était de 2 010 habitants lors du  recensement de 2006 en Nouvelle-Zélande, en augmentation de 27 personnes  par rapport à celui de 2001.

## Éducation
- Le collège de Spotwood (en) est une école secondaire , allant de l’année 9 à 13, qui a un taux de décile  de 5 et un effectif de 1 020 élèves [3].

Il fut fondé en 1960.
- L’école primaire de Spotswood  contribue à l’enseignement primaire (allant de l’annéé 1 à 6) avec un taux de decile de 4 et un effectif de 291 élèves[5]. L’école a célébré son 50 e jubilé en 2007[6].

- L’école de « Te Pi'ipi'inga Kakano Mai Rangiatea » est une école assurant tout le primaire (allant de l’année 1 à 8 ), avec un taux de décile de 2 et un effectif de 80 élèves [7]. C’est une école de type Kura Kaupapa Māori, qui enseigne en langue  Māori.

Toutes ces écoles sont mixtes.